# Brotfruchtbäume
Die Brotfruchtbäume (Artocarpus) sind eine Pflanzengattung aus der Familie der Maulbeergewächse (Moraceae). Die 50 bis 60 Arten sind vom subtropischen bis tropischen Asien und Malesien verbreitet. Früchte und Holz einiger Arten sind von wirtschaftlicher Bedeutung.

## Beschreibung

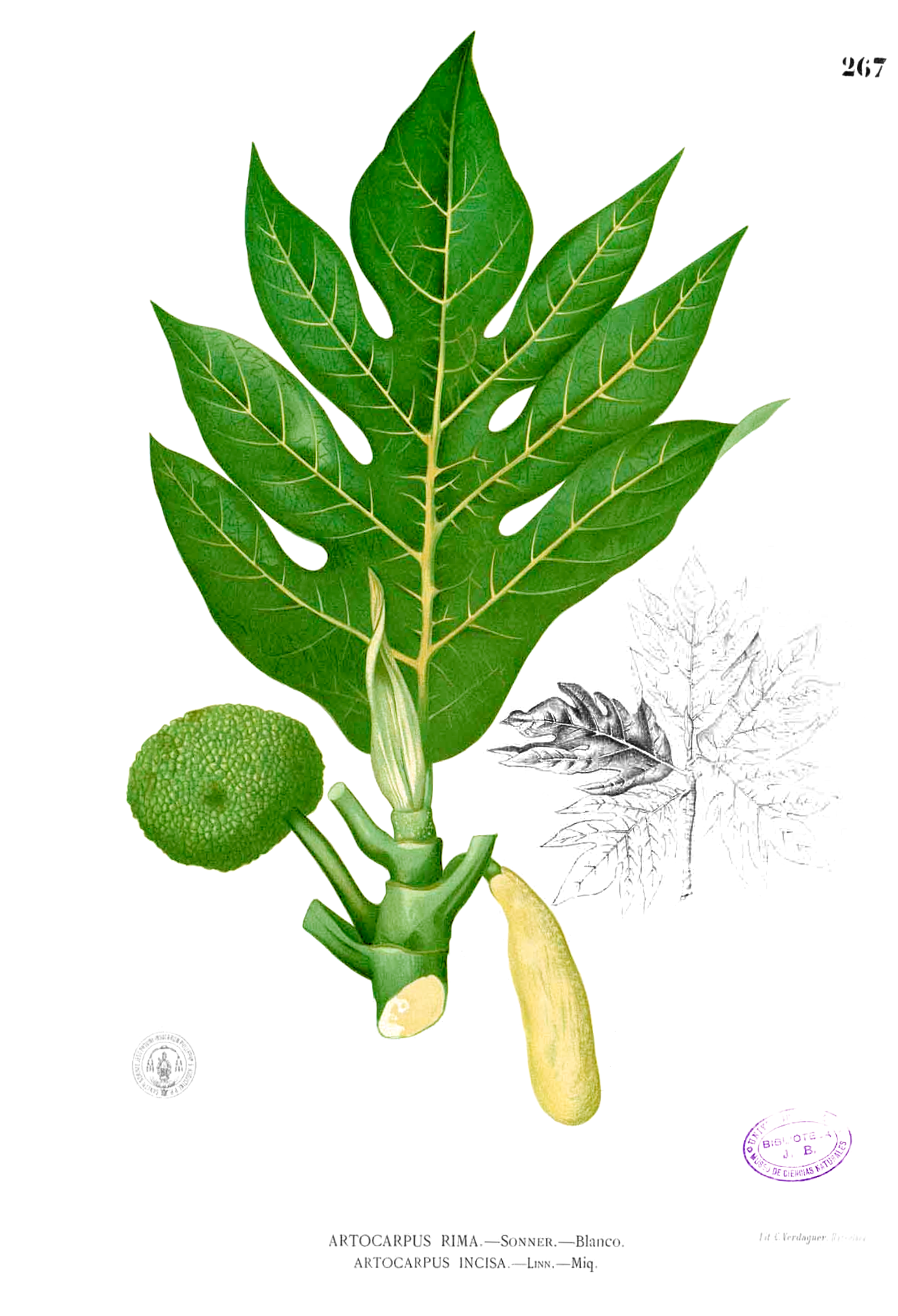
Illustration von Artocarpus incisus

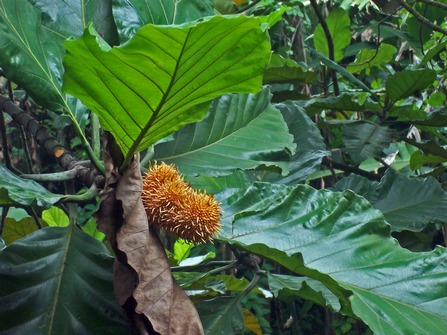
Laubblätter und Sammelfrüchte von Artocarpus elasticus

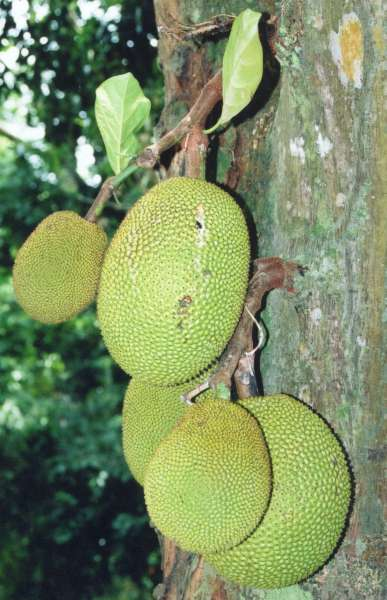
Sammelfrüchte der Jackfrucht (Artocarpus heterophyllus) direkt am Stamm

### Vegetative Merkmale
Alle Artocarpus-Arten wachsen als immergrüne oder laubabwerfende Bäume. Sie enthalten Milchsaft.
Die wechselständig, zweizeilig oder spiralig an den Zweigen angeordneten Laubblätter sind in Blattstiel und Blattspreite gegliedert. Die große Blattspreite ist einfach bis fiederschnittig, selten fiederteilig, ganzrandig und von ledriger Beschaffenheit. Die stets vorhandenen Nebenblätter sind meist unverwachsen.

### Generative Merkmale
Artocarpus-Arten sind einhäusig getrenntgeschlechtig (monözisch). Oft am Stamm oder gelegentlich an Hauptästen werden kopfige oder kolbige Blütenstände mit ihren zahlreichen Blüten gebildet.
Die männlichen Blüten sind unverwachsen und von gestielten bis keulenförmigen, interfloralen Tragblättern umgeben. Das Perianth ist röhrig verwachsen mit zwei bis vier kurzen Zipfeln, die sich bündig berühren oder leicht überlappen. Es ist nur ein Staubblatt mit kugeligen bis länglichen Staubbeutel vorhanden, welches leicht bis deutlich über die Perianthröhre hinausragt.
Die weiblichen Blüten sind zumindest teilweise miteinander oder mit den interfloralen Tragblättern verwachsen. Das Perianth ist ebenfalls röhrenförmig, an der Basis dünnwandig, am Ende dickwandig und entweder vollständig oder überhaupt nicht miteinander verwachsen. Der Fruchtknoten ist unverwachsen, der Griffel mittig oder leicht seitlich stehend mit ein oder zwei gleichen oder ungleichen Narben.
Blüten und Tragblätter sind seitlich verwachsen und bilden nach der Befruchtung so ein fleischiges Synkarp = Fruchtverband. Die Samen besitzen kein Endosperm.

## Systematik und Verbreitung
Die Erstbeschreibung der Gattung Artocarpus wurde von den deutschen Naturwissenschaftlern Johann Reinhold Forster und Johann Georg Adam Forster 1775 in Characteres Generum Plantarum, 102, Tafel 51 und 51a veröffentlicht. Die beiden, Vater und Sohn, nahmen an der Zweiten Südseereise (1772 bis 1775) von James Cook teil. Bei der Veröffentlichung ihrer gesammelten Ergebnisse stellten sie die Gattung Artocarpus mit der Beschreibung der Art Artocarpus communis (gültiger Name Artocarpus altilis) neu auf. Der Gattungsname setzt sich aus den griechischen Worten artos für „Brot“ und carpos für „Frucht“ zusammen. Synonyme für Artocarpus J.R.Forst. & G.Forst. sind: Polyphema Lour., Radermachia Thunb., Sitodium Parkinson. Die Gattung Artocarpus gehört zur Tribus Artocarpeae in der Familie Moraceae.
Die Gattung Artocarpus ist vom tropischen bis subtropischen Asien bis auf die Inselwelt des Pazifik verbreitet.
Die Gattung der Brotfruchtbäume (Artocarpus) enthält 50 bis 60 Arten. Die Gattung Artocarpus wird in die Untergattungen Artocarpus und Pseudojaca unterteilt.
Hier eine Artenauswahl:
| Wissenschaftlicher Name                               | Deutschsprachiger Trivialname und Verbreitung                    | Untergattung | Synonyme |
| ----------------------------------------------------- | ---------------------------------------------------------------- | ------------ | --- |
| Artocarpus altilis (Parkinson) Fosberg                | Brotfruchtbaum Papuasien, Malesien, Inseln im westlichen Pazifik | Artocarpus   | Artocarpus communis J.R.Forst. & G.Forst. Artocarpus incisus L.f. Sitodium altile Parkinson Artocarpus rima Blanco Artocarpus laevis Hassk.       |
| Artocarpus blancoi (Elmer) Merr.                      | Philippinen                                                      | Artocarpus   | Artocarpus communis var. blancoi Elmer |
| Artocarpus camansi Blanco                             | Indonesien und Papua-Neuguinea                                   | Artocarpus   | |
| Artocarpus chama Buch.-Ham.                           | Indien, Bangladesch, Indochina, Malaysia, Yunnan                 | Artocarpus   | Artocarpus chaplasha Roxb. |
| Artocarpus elasticus Reinw. ex Blume                  | Indonesien, Malaysia, Philippinen, Myanmar, Thailand             | Artocarpus   | |
| Artocarpus gomezianus Wall. ex Trécul                 | Indien, Sri Lanka, Indonesien, Malesien                          | Pseudojaca   | Artocarpus pomiformis Teijsm. & Binn. |
| Artocarpus gongshanensis S.K.Wu ex C.Y.Wu & S.S.Chang | Yunnan                                                           | ?            | |
| Artocarpus heterophyllus Lam.                         | Jackfrucht Indien                                                | Artocarpus   | Artocarpus integer auct. Artocarpus integrifolius auct.                                                                                           |
| Artocarpus hirsutus Lam.                              | Indien                                                           | Artocarpus   | |
| Artocarpus hypargyreus Hance ex Benth.                | China                                                            | Pseudojaca   | |
| Artocarpus integer (Thunb.) Merr.                     | Cempedak Papuasien, Thailand, Malesien                           | Artocarpus   | Artocarpus champeden (Lour.) Stokes Artocarpus integrifolius L.f. Artocarpus polyphema Pers. Polyphema champeden Lour. Radermachia integra Thunb. |
| Artocarpus lacucha Buch.-Ham.                         | Indien, Indochina, Yunnan                                        | Pseudojaca   | Artocarpus lakoocha Roxb. |
| Artocarpus mariannensis Trécul                        | Mikronesien, Guam                                                | Artocarpus   | |
| Artocarpus nanchuanensis S.S.Chang et al.             | Sichuan                                                          | ?            | |
| Artocarpus nigrifolius C.Y.Wu                         | Yunnan                                                           | ?            | |
| Artocarpus odoratissimus Blanco                       | Morangbaum Kalimantan, Sabah, Sarawak                            | Artocarpus   | |
| Artocarpus ovatus Blanco                              | Philippinen                                                      | Pseudojaca   | Artocarpus cummingianus Trécul |
| Artocarpus petelottii Gagnepain                       | Yunnan, Vietnam                                                  | ?            | |
| Artocarpus pithecogallus C.Y.Wu                       | Yunnan                                                           | ?            | |
| Artocarpus rigidus Blume                              | Affen-Jackfrucht Indochina, Malesien                             | Artocarpus   | |
| Artocarpus styracifolius Pierre                       |                                                                  | ?            | |
| Artocarpus tamaran Becc.                              | Kalimantan, Sabah, Sarawak                                       | Artocarpus   | |
| Artocarpus tonkinensis A.Chev. ex Gagnep.             | Kambodscha, Vietnam, China                                       | Pseudojaca   | |
| Artocarpus xanthocarpus Merr.                         | Philippinen, Kalimantan                                          | ?            | |

Folgende früher hier eingeordnete Arten werden aktuell anderen Gattungen zugeordnet:
- Artocarpus cannonii W.Bull ex Van Houtte: Ist heute Ficus aspera G.Forst.
- Artocarpus venenosus Zoll. & Moritzi: Ist heute Parartocarpus venenosus (Zoll. & Moritzi) Becc.
- Artocarpus woodii Merr.: Ist heute Parartocarpus venenosus (Zoll. & Moritzi) Becc.

## Nutzung
Unter dem Handelsnamen „terap“ werden Hölzer von folgenden Arten gehandelt: neben einigen Arten aus der Gattung Parartocarpus und der Art Antiaris toxicaria, Artocarpus chaplasha, Artocarpus elasticus, Artocarpus scortechinii, Artocarpus hypargyreus, Artocarpus styracifolius und Artocarpus tonkinensis.
Die Früchte des Jackfruchtbaumes (Artocarpus heterophyllus), des Cempedakbaumes (Artocarpus integer), von Artocarpus tonkinensis und Artocarpus mariannensis werden gegessen. Es sind hunderte Sorten bekannt.
Der Latex von Artocarpus hypargyreus wird verarbeitet.